# Junji Koizumi
Junji Koizumi (født 11. januar 1968) er en tidligere japansk fodboldspiller.
Han har spillet for flere forskellige klubber i sin karriere, herunder Yokohama Marinos og Yokohama Flügels.